# Eiertaartje

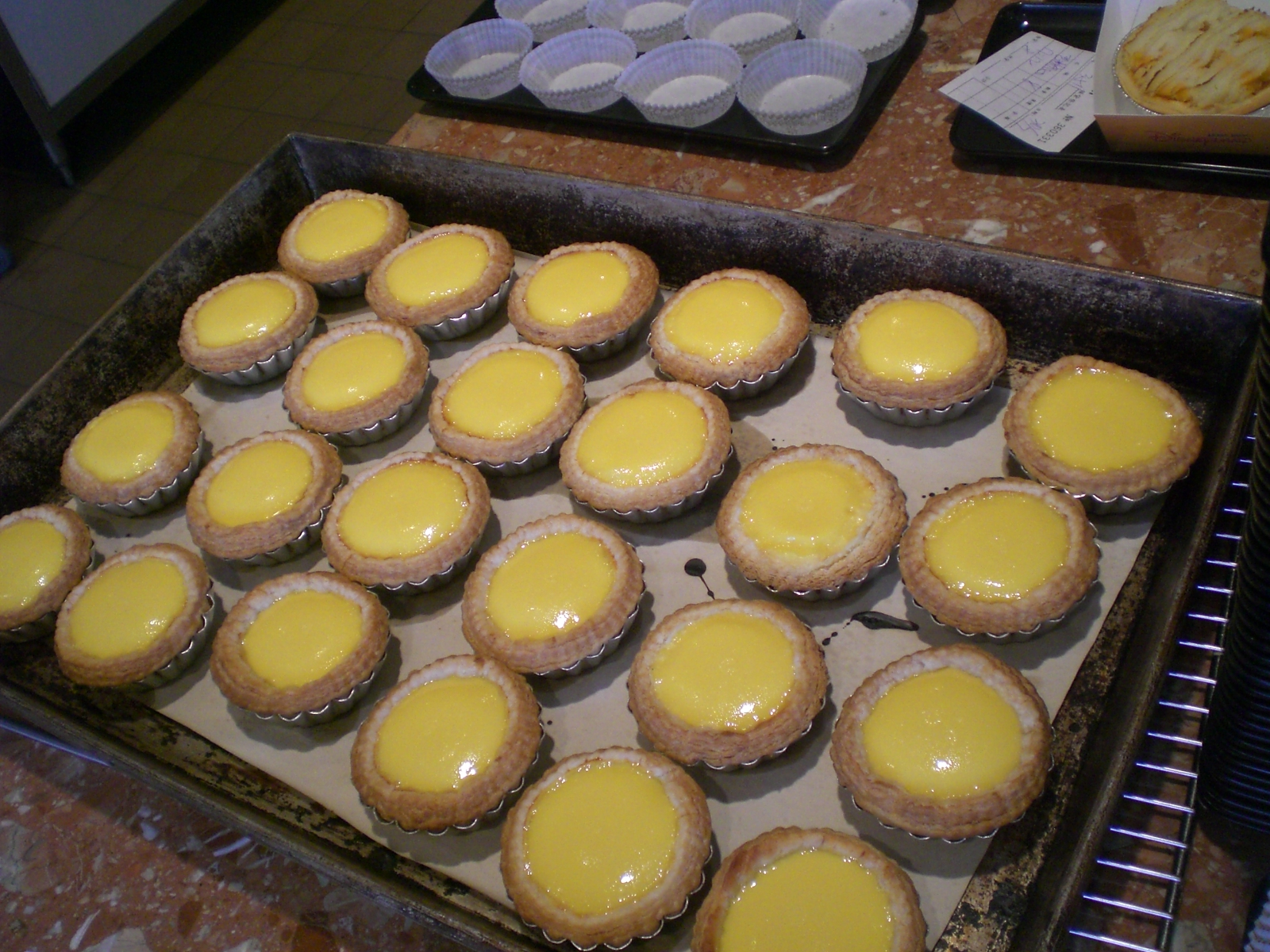
eiertaartjes

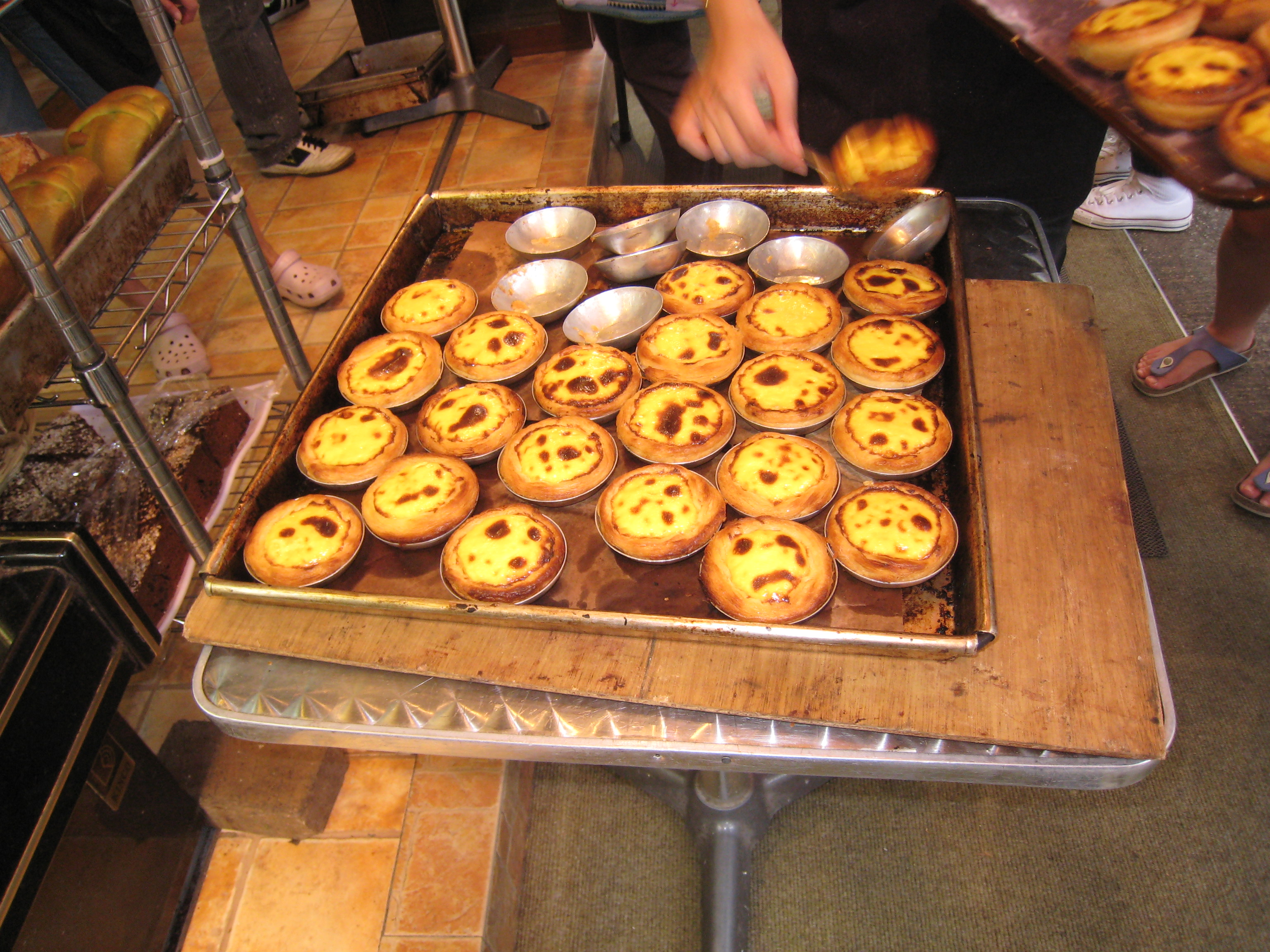
eiertaartjes in Portugese stijl

Een eiertaartje is een Chinees gebakje dat veelal gezien wordt als een Hongkongs westers gebak. Het is te koop in Chinese bakkerijen, tsaa tsaan t'engs, Chinese cafés in China en grote diemsamrestaurants in de wereld. Eiertaartjes zijn van bladerdeeg gebakken en daarna gevuld met een mengsel van custard. Er bestaan diverse varianten van eiertaartjes. De Hongkongse en Portugese variant zijn het meest bekend in de Chinese keuken.

## Geschiedenis
In de jaren veertig van de 20e eeuw begon men in Hongkongse tsaa tsaan t'engs en westerse cafés dit gebakje te serveren. Niet lang daarna kon men het ook kopen in Chinese bakkerijen en dimsumrestaurants.